# 片羽
《片羽》是在2007年1月26日由Tarte發售的戀愛冒險類型成人遊戲。2016年8月26日發售HD版《片羽 ―An' call Belle―》（カタハネ ―An' call Belle―），2018年1月25日發售PlayStation Vita版。
本作是Tarte社的第9部作品，也是最後一部。內容由現代篇「白羽」以及過去篇「黑羽」兩部所組成、並分別描寫「天使的指引」、「天使的展翅」兩齣舞台劇、以及少女與人偶兩人之間的故事。

## 玩法
本作品不同於一般戀愛遊戲中玩家＝主角的遊戲方式。遊戲進行時，視點會隨著場面切換至其他角色身上，採用所謂「群像劇」的演出手法，並且遊戲介面也與近年「對話框疊置於CG上」的遊戲不同，CG畫面採用PC-98初期遊戲常見的16：9寬度，並將對話框置於下方。

## 登場人物

### 白羽
安潔莉納·珞卡（Angelina Rocca／）（声：安玖深音）
似公主而未成熟的女演員。也許是因為從小居住在孤兒院的緣故而「討厭貧困」，嚮往著安定的生活。白天在肉店打工，晚上努力的練習戲劇。正在等待「天使的引導」試鏡的結果（瞄準克莉絲汀娜一角），然而因經驗不足，不可否認的是這份熱情沒有得到回報。
貝露（Belle／）
擁有美麗翅膀的人偶。原本與雷因(國寶級人偶技師)的一起生活近50年歲月的單翼人偶(Sister)，稱雷因為「父親」。平時在雷因身邊幫忙，做為人偶技師助手。不擅長說謊，喜歡和小孩玩耍。
可可（Coco／）（声：成瀨未亞）
賽羅·沙德（Celo Sahade／）
若葉·法爾（Wakaba Faure／）（声：佐本二厘）
萊特·法爾（Light Faure／）（声：佐本二厘）
尼可拉·珞卡（Nicola Rocca／）（声：理多）
雷因·赫爾瑪（Rein Helmer／）（声：山中荘一）
希爾維婭·佩里茲（Silvia Perez／）
托尼諾·斯塔拉巴（Tonino Starabba／）（声：風霧舜）
瑪麗安·居里（Marion Curie／）
法比奧·格雷 （Fabio Grey／）（声：加藤一樹）
琉琉（Lulu／）
（声：理多）

### 黑羽
克麗絲汀娜・道恩（Cristina Drun／）（声：安玖深音）
艾法（Efa／）
可可（Coco／）（声：成瀨未亞）
愛因·隆貝格（Ein Romberg／）（声：富士爆発）
蒂婭·卡爾斯特德 （Dua Carlstedt／）（声：三咲里奈）
瓦雷里·傑卡爾（Valery Jacquard／）（声：加藤一樹）
漢斯·布朗特（Hans Brant／）（声：加藤一樹）
尤什·奧斯本（Jussi Osuborne／）（声：風霧舜）

## 主題曲
片頭曲「Alea jacta est!」
作詞、歌：Rita作曲、編曲：Blueberry & Yogurt
HD版片頭曲「Life goes on.」
作詞、歌：Rita作曲、編曲：Blueberry & Yogurt
片尾曲「Memories are here」
作詞：Jenya，作曲：松本慎一郎，歌：
片尾曲「it's just farewell」
作詞、歌：Rita，作曲、編曲：Blueberry & Yogurt

## 相關商品
- カタハネ オリジナルサウンドトラック アルバム

發售日：2007年1月19日
- カタハネ サウンドトラック

發售日：2012年5月25日

## 評價
《片羽》在Getchu.com的2007年美少女遊戲排名中獲得綜合部門第14名、劇本部門第11名、主題歌部門第18名、音樂部門第9名、映像部門第9名、系統部門第19名。

## 外部連結
- KATAHANETarte（日語）
- HD版官方網站 （页面存档备份，存于）10MILE（日語）
- PSV版官方網站 （页面存档备份，存于）PROTOTYPE（日語）